# Campigneulles-les-Petites
Campigneulles-les-Petites település Franciaországban, Pas-de-Calais megyében. Lakosainak száma 529 fő (2022. január 1.). Campigneulles-les-Petites La Madelaine-sous-Montreuil, Sorrus, Wailly-Beaucamp, Campigneulles-les-Grandes és Écuires községekkel határos.

## Népesség
A település népességének változása:
| Lakosok száma | 581  | 561  | 572  | 552  | 557  | 551  | 544  | 536  | 529  |
|               | 2013 | 2015 | 2016 | 2017 | 2018 | 2019 | 2020 | 2021 | 2022 |